# Церква Святого Олексія (Богодухівка)
Церква Святого Олексія — чинна мурована церква у селі Богодухівка Чорнобаївського району на Черкащині.
Року 2008 18 жовтня, в селі Богодухівка на Черкащині, було закладено камінь нової церкви. Протягом кількох десятиліть жителі села вимушені були користуватися для служіння різними пристосованими приміщеннями. Нову церкву Олексія, чоловіка Божого, освятили в травні 2010 року. Її було збудовано в рекордно стислі строки – трохи більше року –  коштом відомого земляка богодухівців Олексія Приліпка, генерального директора агрокомбінату «Пуща Водиця».